# Championnat de Russie de football 2010
Navigation
Édition précédente Édition suivante
CSKA Moscou
Dynamo Moscou
Lokomotiv Moscou
Spartak Moscou
La saison 2010 de Premier-Liga est la dix-neuvième édition du première division russe.
Lors de cette saison, le Rubin Kazan va tenter de conserver son titre de champion de Russie après ses succès lors des deux dernières éditions, face aux quinze meilleurs clubs russes lors d'une série de matchs se déroulant sur toute l'année.
Chacun des seize clubs participant au championnat affronte à deux reprises les quinze autres.
Cinq places sont qualificatives pour les compétitions européennes, la sixième place étant celles du vainqueur de la Coupe de Russie 2010-2011.
Le Zénith Saint-Pétersbourg devient champion de Russie le 14 novembre en gagnant à domicile 5-0 lors de la 28e journée face au FK Rostov.

## Clubs participants
Un total de seize équipes participent au championnat, treize d'entre elles étant déjà présentes la saison précédente, auxquelles s'ajoutent trois promus de deuxième division que sont l'Alania Vladikavkaz, l'Anji Makhatchkala et le Sibir Novossibirsk qui remplacent les relégués de la saison précédente qui sont le FK Khimki, le Kouban Krasnodar et le FK Moscou.
Parmi ces clubs, cinq d'entre eux n'ont jamais quitté le championnat depuis sa fondation en 1992 : les quatre équipes moscovites du CSKA, du Dynamo du Lokomotiv et du Spartak, ainsi que le Krylia Sovetov Samara. En dehors de ceux-là, le Zénith Saint-Pétersbourg évolue continuellement dans l'élite depuis 1996 tandis que le Saturn Ramenskoïe (1999), le Rubin Kazan (2003), l'Amkar Perm (2004) et le Tom Tomsk (2005) sont présents depuis plus de cinq saisons.
La pré-saison est marquée par la rétrogradation administrative du FK Moscou, sixième la saison précédente, qui se retire volontairement de la compétition en février 2010 en raison d'un financement insuffisant. Il est remplacé par l'Alania Vladikavkaz, troisième de deuxième division, qui fait son retour après quatre ans d'absence.
Légende des couleurs
- Phase de groupes de la Ligue des champions 2010-2011
- Troisième tour de qualification de la Ligue des champions 2010-2011
- Barrages de la Ligue Europa 2010-2011
- Troisième tour de qualification de la Ligue Europa 2010-2011
- Promu de deuxième division

| Club                     | Présent depuis | Classement 2009 | Entraîneur               | Stade                    | Capacité |
| ------------------------ | -------------- | --------------- | ------------------------ | ------------------------ | -------- |
| Rubin Kazan              | 2003           | 1er             | Kurban Berdyev           | Stade central            | 27 434   |
| Spartak Moscou           | 1992           | 2e              | Valeri Karpine           | Stade Loujniki           | 78 360   |
| Zénith Saint-Pétersbourg | 1996           | 3e              | Luciano Spalletti        | Stade Petrovski          | 21 570   |
| Lokomotiv Moscou         | 1992           | 4e              | Iouri Siomine            | Stade Lokomotiv          | 28 810   |
| CSKA Moscou              | 1992           | 5e              | Leonid Sloutski          | Arena Khimki             | 20 000   |
| Saturn Ramenskoïe        | 1999           | 7e              | Andreï Gordeïev          | Stade Saturn             | 14 685   |
| Dynamo Moscou            | 1992           | 8e              | Miodrag Božović          | Arena Khimki             | 20 000   |
| Tom Tomsk                | 2005           | 9e              | Valeri Nepomniachi       | Stade Troud              | 14 950   |
| Krylia Sovetov Samara    | 1992           | 10e             | Aleksandr Tarkhanov      | Stade Metallourg         | 33 001   |
| Spartak Naltchik         | 2006           | 11e             | Iouri Krasnojan          | Stade Spartak            | 14 194   |
| Amkar Perm               | 2004           | 12e             | Rashid Rakhimov          | Stade Zvezda             | 19 500   |
| Terek Grozny             | 2008           | 13e             | Anatoli Baïdatchny       | Stade Sultan-Bilimkhanov | 10 400   |
| FK Rostov                | 2009           | 14e             | Oleh Protasov            | Olimp-2                  | 15 842   |
| Anji Makhatchkala        | 2010           | 1er (D2)        | Gadji Gadjiev            | Stade Dinamo             | 16 863   |
| Sibir Novossibirsk       | 2010           | 2e (D2)         | Igor Kriouchenko         | Stade Spartak            | 12 567   |
| Alania Vladikavkaz       | 2010           | 3e (D2)         | Vladimir Chevtchouk (en) | Stade Spartak            | 32 464   |

1. 1 2 3 4 5  N'est ici comptée que la période depuis la fondation du championnat russe en 1992, indépendamment de l'éventuelle présence dans l'ancien championnat soviétique dont il est le successeur.

### Changements d'entraîneur
| Club                  | Entraîneur partant | Motif du départ | Date de départ  | Position | Entraîneur arrivant | Date d'arrivée  |
| --------------------- | ------------------ | --------------- | --------------- | -------- | ------------------- | --------------- |
| Anji Makhatchkala     | Omari Tetradze     | Démission       | 18 mars 2010    | 10e      | Gadji Gadjiev       | 18 avril 2010   |
| Dynamo Moscou         | Andreï Kobelev     | Renvoi          | 27 avril 2010   | 10e      | Miodrag Božović     | 27 avril 2010   |
| Krylia Sovetov Samara | Iouri Gazzaïev     | Démission       | 25 juillet 2010 | 16e      | Aleksandr Tarkhanov | 25 juillet 2010 |

## Compétition

### Pré-saison
- Avant même le début de la saison, le FC Moscou est contraint d'abandonner la compétition en raison d'importantes difficultés financières à la suite de la défection de son principal sponsor, Norilsk Nickel. Il est remplacé par l'Alania Vladikavkaz, troisième de la seconde division.

### Moments forts de la saison
- La saison s'est ouverte le 12 mars et a débuté par un duel opposant le CSKA Moscou à l'Amkar Perm. C'est le club de la capitale qui s'est imposé 1 but à 0 grâce à Keisuke Honda à la dernière minute. Le Rubin Kazan, double tenant du titre s'installe en tête dès la 1re journée grâce à sa victoire contre le Lokomotiv Moscou. Kazan est co-leader avec le Tom Tomsk et le Terek Grozny.
- Le Rubin Kazan devient seul leader du championnat après sa victoire acquise au Tom Tomsk (1-0) au terme d'un match particulièrement houleux qui a vu Tomsk terminer à 9 et le Rubin à 10. Le Lokomotiv Moscou se reprend après sa défaite lors du match d'ouverture en s'imposant largement 3 à 0 (avec notamment un doublé de Alexandre Aliev) face au Krylya Sovetov, qui devient la nouvelle lanterne rouge du championnat. À noter également, les deux victoires à domicile du Spartak Naltchik qui bat Vladikavkaz et de l'Amkar Perm qui a vu son adversaire Makhackala être réduit à 10 pendant plus d'une mi-temps après l'exclusion de Mahir Shukurov. Les 4 autres matchs se sont conclus sur un score nul.

### Qualifications en coupes d'Europe
À l'issue de la saison, les clubs placés aux deux premières places du championnat se qualifieront pour la phase de groupes de la Ligue des champions 2011-2012, le club arrivé troisième se qualifiera quant à lui, pour le tour de barrages de qualification pour non-champions de cette même Ligue des champions.
Alors que le vainqueur de la Coupe de Russie 2010-2011 prendra la première des trois places en Ligue Europa 2011-2012, les deux autres places reviendront respectivement au quatrième et au cinquième du championnat. Il est à noter que cette dernière place ne qualifie que pour le troisième tour de qualification, et non pour les barrages comme les deux précédentes. Aussi si le vainqueur de la coupe fait partie des cinq premiers, les places sont décalées et la dernière place revient au finaliste de la coupe. Si ce dernier club fait lui-même partie des cinq premiers, la dernière place revient au sixième du championnat.

### Classement
Le classement est établi sur le barème classique de points (victoire à 3 points, match nul à 1, défaite à 0).
Pour départager les équipes à égalité de points, on utilise les critères suivants :
1. Le nombre de matchs gagnés.
2. Les confrontations directes (points, matchs gagnés, différence de buts, buts marqués, buts marqués à l'extérieur)
3. Différence de buts générale
4. Buts marqués (général)
5. Buts marqués à l'extérieur (général)
6. Position dans le championnat précédent ou match d'appui

| Rang | Équipe                   | Pts | J  | G  | N  | P  | Bp | Bc | Diff |
| ---- | ------------------------ | --- | -- | -- | -- | -- | -- | -- | ---- |
| 1    | Zénith Saint-Pétersbourg | 68  | 30 | 20 | 8  | 2  | 61 | 21 | +40  |
| 2    | CSKA Moscou C            | 62  | 30 | 18 | 8  | 4  | 51 | 22 | +29  |
| 3    | Rubin Kazan T S          | 58  | 30 | 15 | 13 | 2  | 37 | 16 | +21  |
| 4    | Spartak Moscou           | 49  | 30 | 13 | 10 | 7  | 43 | 33 | +10  |
| 5    | Lokomotiv Moscou         | 48  | 30 | 13 | 9  | 8  | 34 | 29 | +5   |
| 6    | Spartak Naltchik         | 44  | 30 | 12 | 8  | 10 | 40 | 37 | +3   |
| 7    | Dynamo Moscou            | 40  | 30 | 9  | 13 | 8  | 38 | 31 | +7   |
| 8    | Tom Tomsk                | 37  | 30 | 10 | 7  | 13 | 35 | 43 | -8   |
| 9    | FK Rostov                | 34  | 30 | 10 | 4  | 16 | 27 | 44 | -17  |
| 10   | Saturn Ramenskoïe        | 34  | 30 | 8  | 10 | 12 | 27 | 38 | -11  |
| 11   | Anji Makhatchkala P      | 33  | 30 | 9  | 6  | 15 | 29 | 39 | -10  |
| 12   | Terek Grozny             | 33  | 30 | 8  | 9  | 13 | 28 | 34 | -6   |
| 13   | Krylia Sovetov Samara    | 31  | 30 | 7  | 10 | 13 | 28 | 40 | -12  |
| 14   | Amkar Perm               | 30  | 30 | 8  | 6  | 16 | 24 | 35 | -11  |
| 15   | Alania Vladikavkaz P     | 30  | 30 | 7  | 9  | 14 | 25 | 41 | -16  |
| 16   | Sibir Novossibirsk P     | 20  | 30 | 4  | 8  | 18 | 34 | 58 | -24  |

Qualifications européennes
Ligue des champions 2011-2012
- Phase de groupes
- 3e tour de qualification pour non-champions

Ligue Europa 2011-2012
- Tour de barrages
- Alania Vladikavkaz : 3e tour de qualification et finaliste de la Coupe de Russie

Relégation
- Relégation en Pervaja Liga

Autre
- Dissolution du club

Abréviations
T : Tenant du titre 2009

P : Promu 2009

C : Vainqueur de la Coupe de Russie 2010-2011

S : Vainqueur Supercoupe de Russie 2010

### Matchs
| Résultats (▼dom., ►ext.)                                   | Ala | Amk | Anj | Csk | Dyn | Kry | Lok | Ros | Rub | Sat | Nov | SpM | SpN | Ter | Tom | Zén |
| Alania Vladikavkaz                                         |     | 0-0 | 0-0 | 1-3 | 0-0 | 2-3 | 0-0 | 0-0 | 1-1 | 1-1 | 2-1 | 5-2 | 1-0 | 2-1 | 2-1 | 1-3 |
| Amkar Perm                                                 | 1-0 |     | 1-0 | 0-0 | 0-1 | 2-1 | 1-2 | 1-0 | 0-1 | 0-1 | 3-1 | 0-2 | 3-1 | 2-0 | 2-1 | 0-2 |
| Anji Makhatchkala                                          | 2-0 | 1-0 |     | 1-2 | 1-1 | 0-0 | 0-1 | 1-2 | 0-1 | 1-2 | 1-0 | 0-1 | 0-0 | 1-0 | 1-0 | 3-3 |
| CSKA Moscou                                                | 2-1 | 1-0 | 4-0 |     | 0-0 | 4-3 | 1-1 | 2-0 | 0-0 | 1-1 | 1-0 | 3-1 | 1-2 | 4-1 | 3-1 | 0-2 |
| Dynamo Moscou                                              | 2-0 | 1-1 | 4-0 | 0-0 |     | 1-1 | 3-0 | 3-2 | 2-2 | 1-0 | 4-1 | 1-1 | 0-3 | 3-1 | 0-0 | 1-2 |
| Krylia Sovetov Samara                                      | 1-0 | 1-1 | 3-0 | 0-1 | 1-0 |     | 0-0 | 1-2 | 0-2 | 2-1 | 1-1 | 0-0 | 2-0 | 1-3 | 2-3 | 0-1 |
| Lokomotiv Moscou                                           | 3-0 | 2-0 | 2-1 | 1-0 | 3-2 | 3-0 |     | 0-1 | 0-0 | 0-1 | 1-1 | 2-3 | 1-0 | 2-1 | 2-1 | 0-3 |
| FK Rostov                                                  | 0-1 | 2-1 | 1-0 | 1-0 | 1-1 | 1-2 | 1-2 |     | 0-2 | 1-0 | 0-1 | 1-0 | 1-1 | 1-0 | 0-2 | 1-3 |
| Rubin Kazan                                                | 1-0 | 3-0 | 0-0 | 0-1 | 2-0 | 3-0 | 2-0 | 2-1 |     | 2-0 | 1-0 | 1-1 | 1-1 | 0-0 | 2-1 | 2-2 |
| Saturn Ramenskoïe                                          | 1-1 | 2-2 | 1-0 | 1-1 | 3-2 | 1-1 | 0-1 | 0-2 | 0-0 |     | 1-1 | 0-0 | 3-1 | 1-0 | 1-2 | 0-1 |
| Sibir Novossibirsk                                         | 1-2 | 1-0 | 2-4 | 1-4 | 2-2 | 4-1 | 2-2 | 2-0 | 2-2 | 0-1 |     | 0-0 | 0-2 | 0-2 | 0-1 | 2-5 |
| Spartak Moscou                                             | 3-0 | 2-2 | 3-0 | 1-2 | 0-1 | 0-0 | 2-1 | 2-1 | 0-1 | 2-1 | 5-3 |     | 0-0 | 2-1 | 4-2 | 1-0 |
| Spartak Naltchik                                           | 2-1 | 2-1 | 1-3 | 1-1 | 1-0 | 1-0 | 1-1 | 5-2 | 1-1 | 2-0 | 4-2 | 0-2 |     | 2-1 | 2-1 | 2-3 |
| Terek Grozny                                               | 2-0 | 1-0 | 1-3 | 0-3 | 1-1 | 2-0 | 0-0 | 1-1 | 1-1 | 2-0 | 1-1 | 2-0 | 1-1 |     | 1-0 | 0-0 |
| Tom Tomsk                                                  | 1-1 | 1-0 | 1-4 | 0-3 | 1-0 | 1-1 | 1-1 | 3-1 | 0-1 | 2-2 | 3-2 | 2-2 | 1-0 | 2-1 |     | 0-0 |
| Zénith Saint-Pétersbourg                                   | 3-0 | 2-0 | 2-1 | 1-3 | 1-1 | 0-0 | 1-0 | 5-0 | 2-0 | 6-1 | 2-0 | 1-1 | 3-1 | 0-0 | 2-0 |     |
| - Victoire à domicile - Match nul - Victoire à l'extérieur |     |     |     |     |     |     |     |     |     |     |     |     |     |     |     |     |

## Statistiques
| Rang | Joueur                 | Club                     | Buts |
| ---- | ---------------------- | ------------------------ | ---- |
| 1    | Welliton               | Spartak Moscou           | 19   |
| 2    | Oleksandr Aliyev       | Lokomotiv Moscou         | 14   |
| 2    | Sergueï Kornilenko     | Tom Tomsk Rubin Kazan    | 14   |
| 4    | Aleksandr Kerjakov     | Zénith Saint-Pétersbourg | 13   |
| 5    | Danny                  | Zénith Saint-Pétersbourg | 10   |
| 5    | Vladimir Diadioun (en) | Spartak Naltchik         | 10   |
| 5    | Artyom Dziouba         | Tom Tomsk                | 10   |
| 8    | Shamil Asildarov (en)  | Terek Grozny             | 9    |
| 8    | Kevin Kurányi          | Dynamo Moscou            | 9    |
| 8    | Vágner Love            | CSKA Moscou              | 9    |

| Rang | Joueur                 | Club                     | Passes |
| ---- | ---------------------- | ------------------------ | ------ |
| 1    | Alex                   | Spartak Moscou           | 8      |
| 1    | Vladimir Bystrov       | Zénith Saint-Pétersbourg | 8      |
| 3    | Danko Lazović          | Zénith Saint-Pétersbourg | 7      |
| 4    | Oleksandr Aliyev       | Lokomotiv Moscou         | 6      |
| 4    | Tomáš Čížek (en)       | Sibir Novossibirsk       | 6      |
| 4    | Danny                  | Zénith Saint-Pétersbourg | 6      |
| 4    | Alekseï Ivanov (en)    | Saturn Ramenskoïe        | 6      |
| 4    | Roman Kontsedalov (en) | Spartak Naltchik         | 6      |
| 4    | Vágner Love            | CSKA Moscou              | 6      |
| 4    | Georgi Peev            | Amkar Perm               | 6      |
| 4    | Igor Semchov           | Dynamo Moscou            | 6      |

## Les 33 meilleurs joueurs de la saison
À l'issue de la saison, la fédération russe de football désigne les 33 meilleurs joueurs du championnat (ru).
Gardien
1. Igor Akinfeïev (CSKA Moscou)
2. Sergueï Ryjikov (Rubin Kazan)
3. Andriy Dikan (Terek Grozny/Spartak Moscou)

Arrière droit
1. Aleksandr Anioukov (Zénith Saint-Pétersbourg)
2. Sergueï Parchivliouk (Spartak Moscou)
3. Alexeï Bérézoutski (CSKA Moscou)

Défenseur central droit
1. Vassili Bérézoutski (CSKA Moscou)
2. Bruno Alves (Zénith Saint-Pétersbourg)
3. Christian Noboa (Rubin Kazan)

Défenseur central gauche
1. Sergueï Ignachevitch (CSKA Moscou)
2. Nicolas Lombaerts (Zénith Saint-Pétersbourg)
3. Leandro Fernández (Dynamo Moscou)

Arrière gauche
1. Tomáš Hubočan (Zénith Saint-Pétersbourg)
2. Georgi Schennikov (CSKA Moscou)
3. Ievgueni Makeïev (Spartak Moscou)

Milieu défensif
1. Igor Denissov (Zénith Saint-Pétersbourg)
2. Roman Chirokov (Zénith Saint-Pétersbourg)
3. Pavel Mamaïev (CSKA Moscou)

Milieu droit
1. Vladimir Bystrov (Zénith Saint-Pétersbourg)
2. Aiden McGeady (Spartak Moscou)
3. David Tsoraïev (en) (Anji Makhatchkala)

Milieu central
1. Konstantine Zyrianov (Zénith Saint-Pétersbourg)
2. Alex (Spartak Moscou)
3. Keisuke Honda (CSKA Moscou)

Milieu gauche
1. Danny (Zénith Saint-Pétersbourg)
2. Alan Kassaïev (en) (Rubin Kazan)
3. Mark González (CSKA Moscou)

Attaquant droit
1. Aleksandr Kerjakov (Zénith Saint-Pétersbourg)
2. Kevin Kurányi (Dynamo Moscou)
3. Seydou Doumbia (CSKA Moscou)

Attaquant gauche
1. Vágner Love (CSKA Moscou)
2. Welliton (Spartak Moscou)
3. Artyom Dziouba (Spartak Moscou/Tom Tomsk)

## Bilan de la saison
| Championnat de Russie de football 2010    |                                     |
| Champion                                  | Zénith Saint-Pétersbourg (2e titre) |
| Coupes et trophées                        |                                     |
| Vainqueur de la Coupe de Russie 2010-2011 | CSKA Moscou                         |
| Vainqueur de la Supercoupe de Russie 2010 | Rubin Kazan                         |
| Qualifications continentales              |                                     |
| Ligue des champions 2011-2012             | CSKA Moscou                         |
| Ligue des champions 2011-2012             | Rubin Kazan                         |
| Ligue des champions 2011-2012             | Zénith Saint-Pétersbourg            |
| Ligue Europa 2011-2012                    | Alania Vladikavkaz                  |
| Ligue Europa 2011-2012                    | Spartak Moscou                      |
| Ligue Europa 2011-2012                    | Lokomotiv Moscou                    |
| Promotions et relégations                 |                                     |
| Promus en première division               | Kouban Krasnodar                    |
| Promus en première division               | FK Krasnodar                        |
| Promus en première division               | Volga Nijni Novgorod                |
| Relégués en deuxième division             | Alania Vladikavkaz                  |
| Relégués en deuxième division             | Sibir Novossibirsk                  |

### Note
1. ↑  Club dissout en fin de saison à cause de ses dettes.